# Adriaan Frans Meijer
Jhr. Adriaan Frans Meijer, of Adriaan Frans Meyer (Axel, 4 september 1768 - Amsterdam, 8 februari 1845) was een Nederlandse legerofficier (van 1810 tot 1814 was hij in Franse dienst). Hij had de rang van luitenant-generaal. Bij Koninklijk Besluit van 17 januari 1842, no 99, werd hij verheven in de Nederlandse adelstand en verkreeg, net als zijn nakomelingen, zo het predicaat jonkheer. Meijer diende in het Staatse leger, het Bataafse leger, onder het koninkrijk Holland, in Franse dienst en in het Nederlandse leger na 1814.

## Familie
Adriaan Frans Meijer kwam uit een militaire familie, oorspronkelijk afkomstig uit Zürich (Zwitserland). Zijn overgrootvader Andreas Meyer (1675-1717) was aan het einde van de 17de eeuw in Nederland gekomen met een Zwitsers regiment dat werd ingehuurd door de Republiek der Verenigde Nederlanden. Majoor Andreas Meyer stierf in 1717 als plaatscommandant van de barrièrevesting Luxemburg. Zijn zoon Leonard Frederik Adriaan Meijer, grootvader van Adriaan Frans, was luitenant in het Regiment Oranje Gelderland. De vader van Adriaan Frans, Jacobus Gijsbertus Meijer (1745-1827), was een onderofficier en later 1e luitenant in het regiment infanterie De Bédaulx. Hij huwde Adriana Sophia Korthout (1741- 1820), de moeder van Adriaan Frans. Adriaan Frans was twee maal gehuwd. Op 9 december 1792 huwde hij Arnolda van Varseveld (Arnhem, 1771 - Bergen op Zoom, 3 maart 1803), dochter van Hendrik van Varseveldt en Catharina Heysink. Zij kregen vier kinderen:
- Jacobus Gijsbertus Meijer (1793-1848), officier der Infanterie, majoor
- Hendrik Karel Meijer (1795-1796)
- Adriana Francina Arnolda Meijer (1797-1827) huwde in 1821 met Anthonij Eduard Slengarde, 2de luitenant bij de Rijdende Artillerie
- Carel Hendrik Meijer (1799-1871), officier der Infanterie, kapitein, ridder in de Militaire Willems-Orde

Op 31 augustus 1805 hertrouwde Adriaan Frans Meijer met Maria Couille (Haarlem, 22 mei 1768 - Zutphen, 17 oktober 1829), dochter van Simon Pierre Couille en Geertje de Wilde. Zij kregen één zoon:
- Simon Pierre François Meijer (1809-1890), ridder in de Militaire Willems-Orde

G.C.E. Köffler noemt een luitenant ter Zee 1e klasse jhr. A.F. Meyer (1836-1920) die op 6 oktober 1874 voor zijn verdiensten in Atjeh in de Militaire Willems-Orde werd opgenomen; het betreft hier jhr. Arend Frederik Meijer, zoon van jhr. Simon Pierre François Meijer, de zoon uit het tweede huwelijk van de hier beschreven Adriaan Frans Meijer.

## Militaire loopbaan

#### Staatse leger
Adriaan Frans Meijer werd op 11-jarige leeftijd door zijn ouders in Zutphen naar een Franse school gestuurd, wat in die tijd niet veel voor kwam. Hij was geen snelle leerling, maar leerde er desondanks de Franse taal, aardrijkskunde en rekenen. Zijn meester zag hem voorbestemd als onderwijzer, maar zelf zag hij meer in een militaire loopbaan. In 1785 nam Adriaan Frans, op voorspraak van zijn vader, als sergeant dienst in het Staatse leger, eerst bij het Regiment van Bylandt, maar na een conflict tussen zijn vader en de kolonel van Bylandt - op voorspraak van zijn oom, die diende bij het Regiment Westerloo - als cadet bombardeur bij de artillerie compagnie van luitenant-kolonel Hasse te Bergen op Zoom. Vanwege financiële problemen ging Meijer tweemaal op lang verlof, maar in 1787 verwisselde hij de artillerie toch weer voor de infanterie: hij werd nogmaals sergeant bij het 2e Bataljon van het Regiment van Bylandt, waarvan de grenadier compagnie nu onder commando stond van luitenant-generaal Bedaulx. Meijer moest zich in eerste instantie melden in Benschop, nabij IJsselstein, maar al snel verplaatste het regiment zich naar Den Haag.
Ondertussen was de opstand van de patriotten uitgebroken. In Den Haag maakte Meijer de opstand van de Patriotten in 1787 mee. Den Haag was in die tijd een zeer Oranjegezinde stad. In september 1787 was hij er getuige van hoe de stadhouder en zijn familie triomfantelijk werden binnengehaald in de stad. Aangezien het bataljon van Meijer gezien werd als een patriottisch bataljon moesten zij enkele dagen later uitwijken naar Heusden.
Meijer werd op 1 mei 1793 aangesteld als vaandrig en adjudant bij het grenadierbataljon van luitenant-kolonel A. van Plettenberg. Op 25 juni 1794 werd Meijer krijgsgevangen gemaakt door het revolutionaire Franse leger na de overgave van de vesting Charleroi aan generaal Jourdan. Hij keerde in 1795 via het neutrale Zwitserland terug in Nederland dat nu de Bataafse Republiek was geworden.

#### Bataafse dienst
Adriaan Frans Meijer werd op 8 juli 1795 in het Bataafse leger aangesteld als 2de luitenant bij het 3de bataljon van de 2de halve brigade van kolonel Stewart John Bruce. Op 13 oktober werd hij er kapitein-adjudant-majoor. Meijer nam als stafofficier deel aan veldtochten in Noord-Holland in 1799 en Duitsland in 1800. Hij was van 1804-1805 gelegerd op Walcheren. In 1805 werd hij kapitein-adjudant van de staf van de lijfgarde van raadpensionaris Rutger Jan Schimmelpenninck. Deze stond onder commando van kolonel Jean Antoine de Collaert. In deze hoedanigheid maakte Meijer een reis naar Wenen met de adjudant van raadspensionaris luitenant-kolonel-ingenieur Gillis Johannis le Fèvre de Montigny en generaal-majoor Stewart John Bruce, gouverneur der residentie van het Bataafs gouvernement, om namens de raadspensionaris keizer Napoleon te complimenteren met zijn roemrijke veldtocht.

#### Koninkrijk Holland
Na de aftocht van Schimmelpenninck en het aantreden van koning Lodewijk Napoleon werd Adriaan Frans Meijer in februari 1807 als luitenant-kolonel benoemd bij het 1e bataljon van het 9e Regiment Infanterie van Linie van het koninkrijk Holland. Hiermee maakte hij de veldtocht naar Oost Friesland (Duitsland) mee. Op 19 januari 1808 werd Meijer majoor bij het depot van het 3e Regiment Infanterie van Linie, dat gecommandeerd werd door kolonel Adriaan Sels, en vanaf eind 1809 door kolonel Jacques Alexis Hardyau.

#### Franse dienst

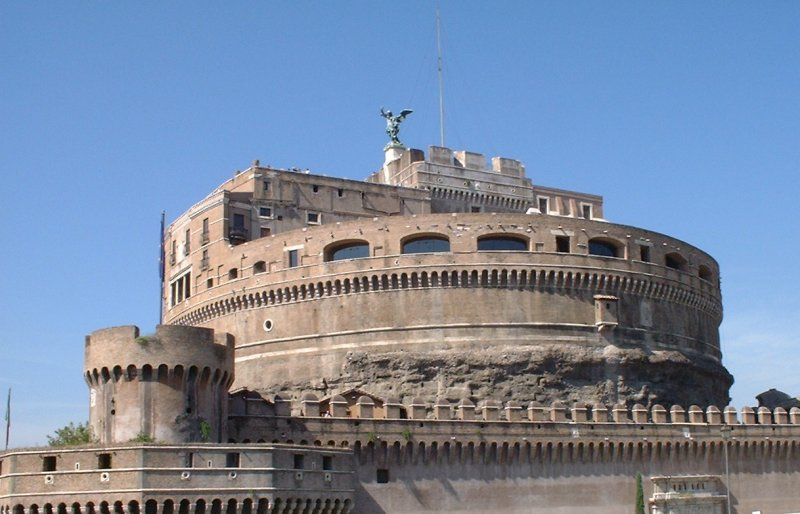
Engelenburcht (Castel Sant' Angelo)

Meijer kwam na de inlijving van het koninkrijk Holland door Napoleon in september 1810 in Franse dienst als majoor bij het 124ste Regiment Infanterie van linie. Hij werd in 1812 bevorderd tot kolonel en commandant van het 2e Regiment Étrangers, het 2e Regiment Buitenlanders in Franse dienst. Dit was van oorsprong een Duits regiment, dat opgericht was door de vorst van het Duitse staatje Isemburg, om Napoleon te dienen. Met dit regiment vocht Meijer in Italië en Oostenrijk. In Italië kwam hij aanvankelijk onder bevel van de luitenant-generaal Grenier, commandant van de troepen van het koninkrijk Napels, en later van brigadegeneraal Salcette en divisiegeneraal Miolis, de gouverneur van de Romeinse Staten. In 1813 moest Meijer afmarcheren naar Noord-Italië waar hij onder bevel kwam van de onderkoning van Italië Eugène de Beauharnais, Napoleons stiefzoon. Tijdens de campagne in Noord-Italië, Trente en Tirol was Meijer onder meer betrokken bij de affaires van Brixen (25 september 1813) en Valano (26 oktober 1813). Na het verraad van Murat in 1814 werd Meijer in Rome ingesloten in de beroemde Engelenburcht (Castel Sant' Angelo) waar hij twee maanden werd belegerd door Napolitaanse troepen.

#### Nederlandse leger

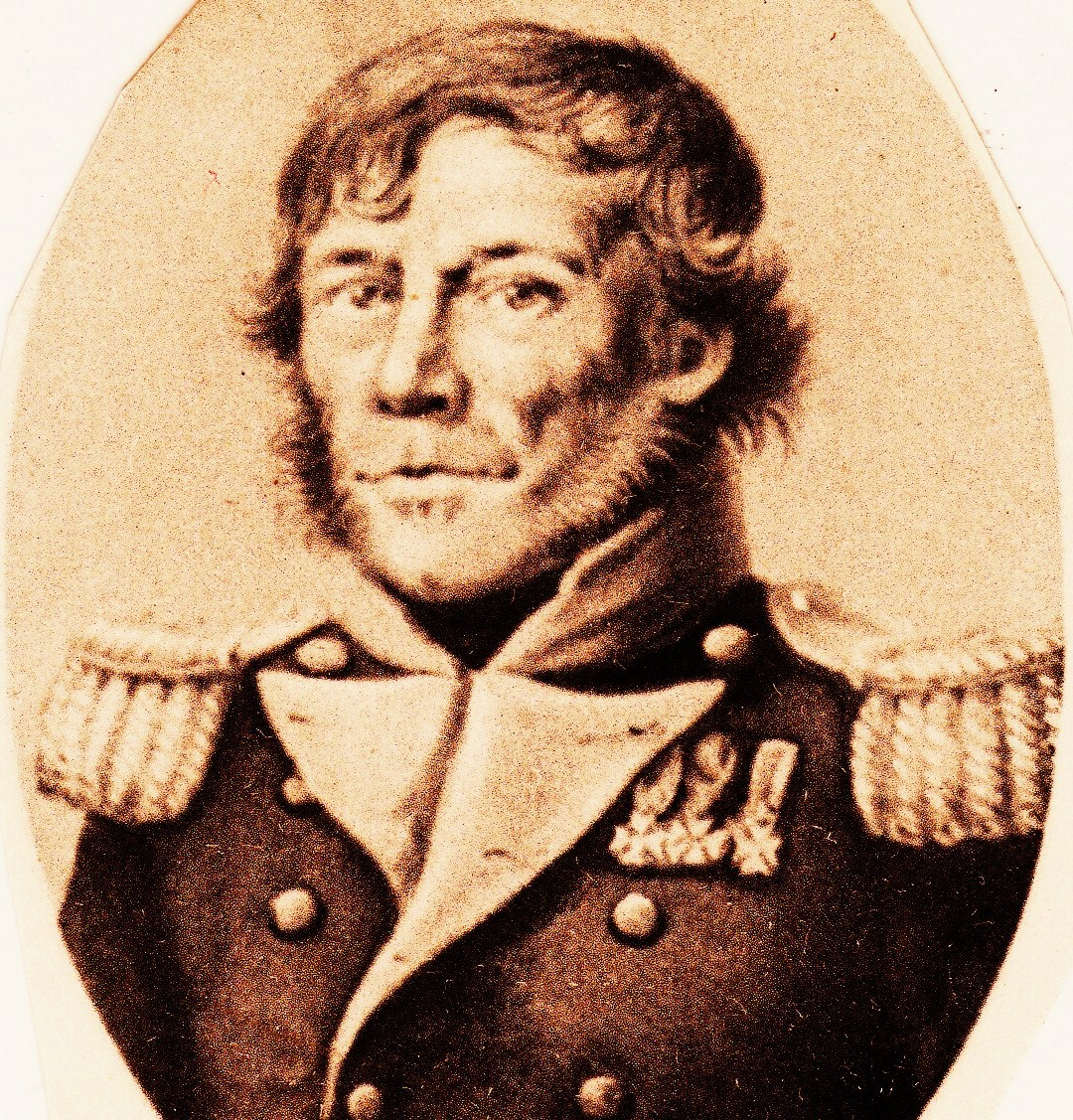
Adriaan Frans Meijer

Na de abdicatie van Napoleon trad Meijer in 1814 in Nederlandse dienst en waar hij tot generaal-majoor werd benoemd. In 1815, ten tijde van de Slag bij Waterloo, was hij militair commandant van de vestingstad Breda. In 1816 werd hem het commando van de provincie Noord-Brabant opgedragen, op 21 december 1818 werd hij aangesteld als provinciecommandant van Overijssel en op 20 december 1826 bevorderd tot luitenant-generaal en commandant van het 6de groot militair commando. Op 20 februari 1829 werd Meijer bevorderd tot commanderend generaal van het 2de groot militair commando.

##### Tiendaagse veldtocht (1831)

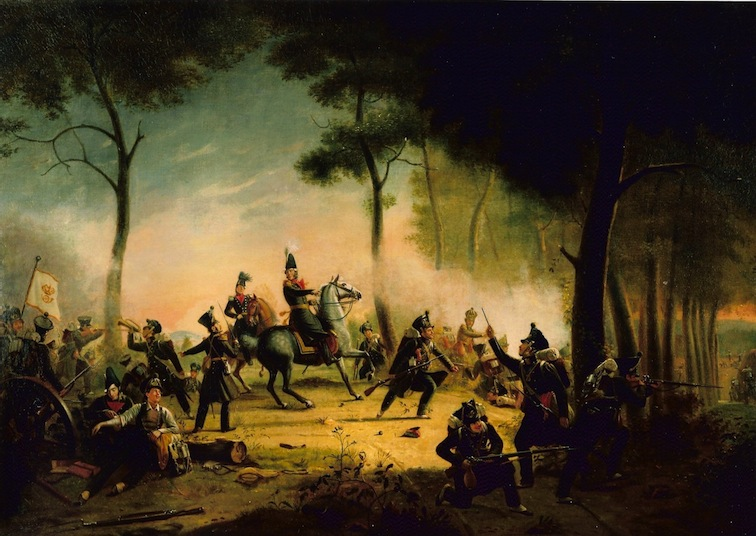
De Vrijwillige Jagers der Leijdsche Hoogeschool, in het Avond gevecht te Bautersem, op 11 augustus 1831, door Jacobus Schoemaker Doyer (1792-1867)

Tijdens de Tiendaagse Veldtocht tegen de Belgen in 1831 voerde Meijer de derde divisie aan. Zijn jongste zoon Simon Pierre François en George Isaäc Bruce, de zoon van Stewart John Bruce en latere gouverneur-generaal van Nederlands Indië, waren tijdens deze veldtocht als ordonnance officieren toegevoegd aan zijn staf.
In de Nederlandse militaire geschiedschrijving wordt een door Meijer en Cort Heyligers bevolen aanval op 6 augustus 1831 "het offer van Lanaken" genoemd. Het korps van generaal Gijsbertus Martinus Cort Heyligers stond die dag in gevechten bij Houthalen tegenover de Belgische commandant van het Maasleger generaal Nicolas Joseph Daine. Deze wierp zich met zijn leger op de voorhoede van Cort Heyligers maar de Amsterdamse, Noord-Hollandsche, Gelderse en Bossche schutterijen, onder bevel van generaal-majoor Frederik Knotzer verzetten zich zo fel dat de aanval werd afgeslagen.
Dezelfde dag wordt er een tweede veldslag uitgevochten in de buurt van Lanaken, waar de Armée de la Meuse van de opstandige generaal Daine de Nederlandse troepen van Meijer en Cort Heyligers de weg naar Maastricht wil versperren. Daine heeft 2 bataljons en 2 eskadrons weggezonden om het hoofd te bieden aan een uitval van het garnizoen van Maastricht onder generaal Bernard Dibbets.
Daine beschikte daarna nog over 7 bataljons, 6 eskadrons cavalerie en 3 batterijen geschut. De Nederlanders beschikten over 14 bataljons, maar slechts 2 batterijen geschut en zij bezaten op dit deel van het front geen cavalerie. Dat bracht de Nederlandse generaals ertoe om door bebost gebied de Belgische linkervleugel aan te vallen. In de bossen konden de muitende Belgen hun cavalerie immers niet inzetten. De Nederlandse infanteristen leden grote verliezen toen ze de Belgische stellingen aanvielen en op open terrein geconfronteerd werden met de Belgische ruiterij. De enige bescherming tegen cavalerie-aanvallen, het vormen van een zogenaamd gesloten carrée is bij het oprukken op beboste hellingen niet te vormen.

## Onderscheidingen
Op 31 augustus 1831 benoemde koning Willem I Adriaan Frans Meijer tot officier in de Militaire Willems-Orde. Naast drager van de Militaire Willems-Orde, was hij ridder van de Orde van de Unie (13 februari 1807), ridder van de Orde van de Reünie (1 april 1812), ridder in het Legioen van Eer (13 december 1813) en ridder in de Orde van de Nederlandse Leeuw (29 juli 1831). Ter herinnering aan de Tiendaagse Veldtocht werd aan Meijer door de erfprins een eresabel geschonken. Op 3 december 1840 werd hij bevorderd tot commandeur in de Orde van de Nederlandse Leeuw.

## Laatste rustplaats
Adriaan Frans Meijer werd in 1838 gepensioneerd en trok zich terug op het landgoed "Meyerswijk", de vroegere Winkelsteegh, in Hatert (gemeente Nijmegen). Hij overleed op 8 februari 1845 in Amsterdam in een huis aan de Keizersgracht. Hij werd in eerste instantie begraven op de Algemene begraafplaats in Hatert. Op zijn grafsteen werd geschreven:”Hier ligt begraven de Luitenant Generaal Jonkheer A.F. Meijer Geb. 4 sept. 1768, Gest. 8 febr. 1845. Zijn assche ruste in vrede”. Op 27 maart 1940 werd hij met toestemming van de eigenaar dr. P. Dobbelmann herbegraven op het landgoed De Winckelsteegh. Vanaf 1949 werd het landgoed verhuurd aan de heer Bevort, die er een kostschool van maakte. Hij liet het graf opnieuw verplaatsen. Toen de vijver werd gedempt werd de generaal voor de vierde keer verplaatst naar een heuvel nabij het zusterhuis. Maar ook hier kreeg hij niet “definitief de laatste rust”. De laatste rustplaats van Adriaan Frans Meijer bevindt zich sinds 1995 op landgoed Beekvliet te Borculo.

## Nagedachtenis
Meijers geboorteplaats Axel heeft een Generaal Meijerstraat.